# ボクは五才
『ボクは五才』（ぼくはごさい）は1970年に公開された日本映画。高知に住む5歳の幼児が、大阪で出稼ぎ中の父に逢うために単独で無銭旅行をする物語である。なお、この作品は作品内のナレーションによると、実際にあった出来事であるとしている。

## あらすじ
奥村太郎は幼稚園に通う5歳のこども。母はすでに亡くしており、父は大阪に出稼ぎ中。普段は祖父、祖母、叔父、叔母たちと14人の大家族で暮らしている。日頃は、父に逢いたいとは言わない気丈なこどもだったが、やはり父は恋しい。そんなある日、幼稚園の同級生が大阪万博に行ってきた。このことを幼稚園のみんなに話をしたことで、太郎は募る想いを抑えきれなくなり、家出を試みる。
1回めは幼稚園をサボっているところをタバコ屋のお民に見つかり、連れ戻される。2回めは停留所で電車に乗ろうとしたところで、またもやお民に見つかる。3回めの家出で電車に乗ることに成功するが、高知駅で見つかり連れ戻される。
連れ戻される途中、祖父の安衛門は「太郎に会いに来るよう、お父さんに手紙を書く」と言う。安衛門が書いた手紙に対する返事を待つ太郎。待ちに待った返事が来たが、太郎は字が読めない。安衛門を始めとして、周りの数人の大人に手紙を読んでもらうよう依頼するが、だれもまともに読んでくれない。太郎は道で出会った見知らぬ学生に手紙を読んでもらい、手紙の中身を知る。手紙には、仕事が一段落つくまで帰省できない旨が書かれていた。このことにより、太郎は「大人は信用しない。大人は敵だ」と考える。一方、幼稚園の先生の水沢すみ子から、太郎には真実を告げるべきだと諭された安衛門を始めとする太郎の家族は、太郎に真実を告げるが、すでに大人を信用しないと考える太郎はそっけない。
安衛門たちは太郎がまた家出を敢行すると考え、駐在さんやタバコ屋のお民、駅員や高知市内のデパートに至るまで、太郎に対する注意を呼びかける。太郎は大人たちの包囲網をかいくぐり、日曜日の早朝に家出を決行する。父の安二郎と2年前、大阪に行った際に様々なものを描いたスケッチブックを持って。気付いた家族たちは早速捜索を始める。タバコ屋のお民は、そこまで言うなら太郎を大阪に連れて行くとも言う。太郎が電車に乗ると、かねてから情報が入っていた車掌はすぐに太郎のことを見破ったため、太郎は電車を降りる。次に太郎は、いつも高知市内に行くと知っていたトラックがガソリンスタンドに止めているのをみかけ、これの荷台に乗り込み、高知駅前に行くことに成功する。高知駅ではすでに、改札口に太郎家出の情報が入っていたため、鉄道で大阪に行くことは断念する。高知駅前では、高松駅行きのバスの発車案内をしており、これを聞いた太郎はバスに乗り込む。バスの車内では弁当を配る際、不審に思ったバスガイドが運転手と相談し、大歩危で停車した際、交番に連れて行こうとする。
太郎は川下りの船で男女の会話を聞き、高松に近づけることを知って小歩危行きの船倉に潜り込む。小歩危で降りたヒッピーのこどもに間違われた太郎は、下船することができた。線路を見つけた太郎は、線路沿いを歩く。そこを後ろから、保線用の車両が通り、こども一人で危険を感じた保線員は車両に乗せて次の駅まで運ぶことにし、駅までは無事、たどり着いた。午後10時、太郎の家では太郎が見つからないことに焦りを感じていた。そこへ駐在が家に来て、他の警察や駅、高松港にも手配した旨、太郎の家族に告げる。安衛門は、自分が太郎を探しに行くと言う。その頃太郎は、国道沿いの食堂で雨宿りをしていた。その駐車場で大型トラックを見つけ、荷台に潜り込み、翌朝、高松駅（当時、連絡船の高松港とほぼ一体となっていた）付近に到着。
高松港では宇高連絡船が停泊していたが、スケッチブックに描いていた旗が見当たらないため、太郎は何便かの船を見送る。やっと、旗を頼りに船に乗り込んだが、岸壁にスケッチブックを忘れてきたことを知る。一度宇野港に着いたもののスケッチブックを取りに高松港に引き返し、次の連絡船に乗る頃には、太郎を追っていた安衛門夫妻が追いついていたが、太郎は見つかっていない。
連絡船から急行列車に乗り継ぎ、大阪駅に着いた。大阪駅から地下鉄に乗って動物園前駅へ。以前来たときには黄色い旗と横断歩道があったが、これが歩道橋に代わっていた。最後の目印であるペプシの看板を見つけ、安二郎がいたアパートにたどり着く。アパートの管理人はすでに太郎の家出についての電報を受け取っていて、アパートに来たこどもが太郎であることに気づく。しかし安二郎は2日前、アパートを引き払っていた。万博の工事が終わり、次は山陽新幹線の工事を行うので神戸の飯場に行ったと言う。
安二郎が元にいた部屋でふてくされ、泣きつかれて眠ってしまっていた。 
そこに偶然安二郎が現れる。
神戸の飯場に移動していた安二郎は大阪にある会社の事務所に用があり、ついでにアパートに大切な宝物を忘れたことを思い出して取りに来たのであった。大切な宝物とは太郎が書いた安二郎と太郎が手を繋いでいる絵であった。
太郎は「来るな！そんなに仕事が大事なら仕事の所に帰れ！」と叫ぶが、安二郎はやはり愛おしい。太郎を抱きしめる。今まで安二郎のことを口に出さなかったのは、口にだすと寂しくなるから、と太郎は言った。
親子で居るところにアパートの管理人が訪ねてくる。安衛門ときくが梅田で迷子になって警察でへたっているとのこと。親子が警察署に、一緒に迎えに行くところで終わる。

## キャスト
- 奥村太郎 - 岡本健
- 奥村安二郎 - 宇津井健
- 安衛門 - 左卜全
- きく - 北林谷栄
- 水沢すみ子 - 八代順子
- 花子 - 小林直美
- 観光バスガイド - 川崎あかね
- たきの - 丘夏子
- アパート管理人 - 佐々十郎
- その妻 - 正司歌江
- お民 - ミヤコ蝶々
- 松雄 - 水上保広
- 安太郎 - 夏木章
- 保線工 - 山本一郎
- 前田巡査：寺島雄作
- 小林 - 越川一
- 観光バス運転手 - 沖時男
- 舟頭 - 堀北幸夫
- 公安員 - 黒木現
- 安三郎 - 北野拓也

## スタッフ
- 製作 : 永田秀雅
- 企画 : 高橋二三[1][2]
- 脚本 : 高橋二三
- 監督 : 湯浅憲明
- 撮影 : 森田富士郎
- 録音 : 中沢光喜[1][2]
- 音楽 : 菊池俊輔
- 美術 : 上里忠男[1][2]
- 照明 : 美間博[1][2]
- 編集 : 菅沼完二